# モヘヤ

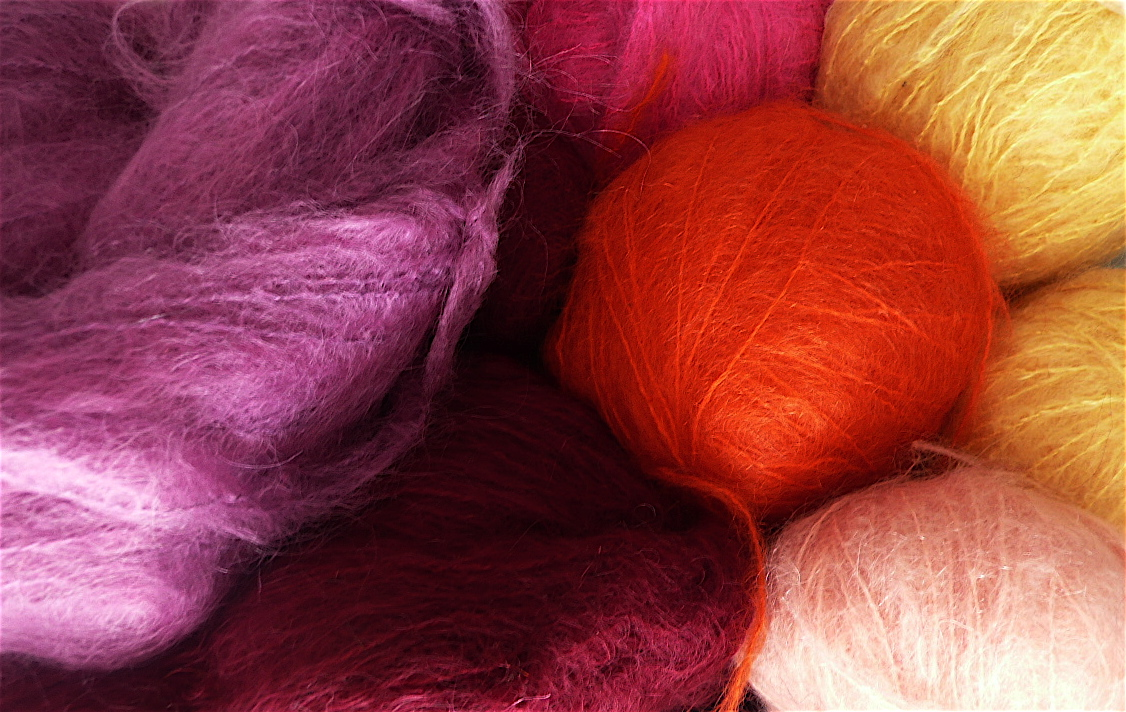
モヘヤの毛糸

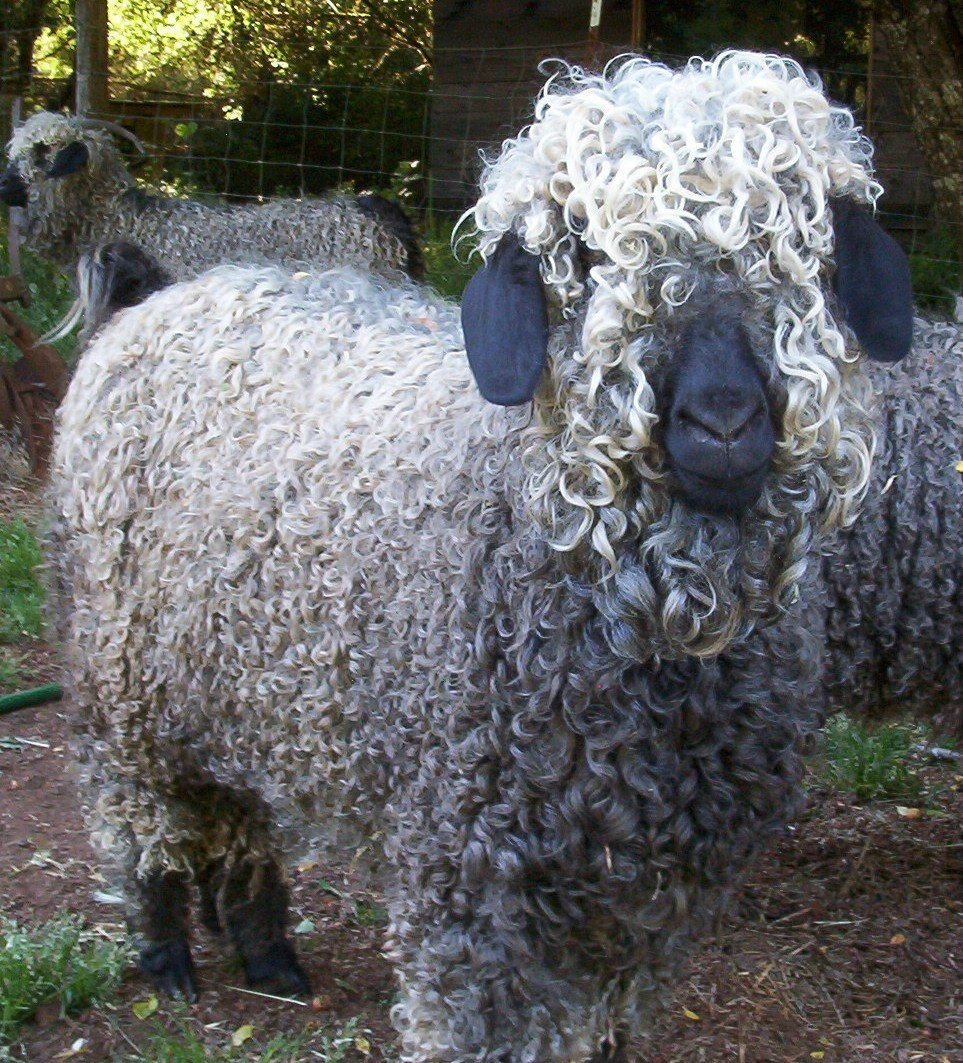
アンゴラヤギ

モヘヤあるいはモヘア（英: mohair）は、アンゴラヤギ（英: Angora goat）の毛、およびそれらを用いた織物。
モヘヤ（mohair）はアラビア語で「選ぶ」という意味で、アンゴラウサギ（英: Angora rabbit）の毛アンゴラと区別するためにそう呼ばれる。

## 特徴
カシミアや羊毛などに比べ光沢が非常に強い。繊度は11～90μmである。色相はホワイト。ステープル（短繊維）の形状にウェーブがないのも特徴（カシミアや羊毛などにはウェーブがある）。
毛足が長く通気性もよく、繊維のコシが強い利点がある。逆に欠点は抜けやすく、静電気が起きやすい。

## 用途
スーツ、コート、ショール、マフラー、カーペット、セーター、毛布などに使われる。
阪急電鉄では、車両の座席のシート素材にアンゴラヤギの毛を用いている。神戸電鉄でも採用例がある（6000系以降の各系列）。

## 産地
主要産地はトルコ、南アメリカ、アメリカテキサス州で、特に南アメリカのものが最高級といわれる。
トルコでは年に1回しか毛刈りをしないため長い繊維を産出している。

## 指定用語
「モヘア」とも書かれるが、家庭用品品質表示法に基づく繊維製品品質表示規程での指定用語は「モヘヤ」となっている。

## 使用中止の動き
2018年、動物愛護団体のPETAが、南アフリカの12の牧場においてモヘヤを採取するヤギへの虐待が行われていたことを公表したことを受けて、H&Mやザラ、ギャップは、モヘヤ素材を使用した製品の販売を中止する方針を打ち出した。
また、ユニクロも2020年までにモヘヤの使用を中止することを表明した。